# Тор (Об)
Тор (фр. Thors) — коммуна во Франции, находится в регионе Шампань — Арденны. Департамент — Об. Входит в состав кантона Сулен-Дюи. Округ коммуны — Бар-сюр-Об.
Код INSEE коммуны — 10378.
Коммуна расположена приблизительно в 195 км к востоку от Парижа, в 55 км юго-восточнее Шалон-ан-Шампани, в 45 км к востоку от Труа.

## Население
Население коммуны на 2008 год составляло 77 человек.
| 1962 | 1968 | 1975 | 1982 | 1990 | 1999 | 2008 |
| ---- | ---- | ---- | ---- | ---- | ---- | ---- |
| 100  | 103  | 81   | 64   | 78   | 98   | 77   |

## Экономика
В 2007 году среди 51 человека в трудоспособном возрасте (15—64 лет) 40 были экономически активными, 11 — неактивными (показатель активности — 78,4 %, в 1999 году было 69,4 %). Из 40 активных работали 39 человек (21 мужчина и 18 женщин), безработным был 1 мужчина. Среди 11 неактивных 6 человек были учениками или студентами, 4 — пенсионерами, 1 был неактивным по другим причинам.